# Тюбетейка

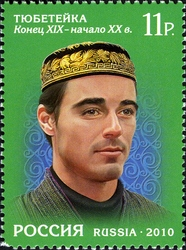

Тюбете́йка (каз. төбетей, тақия, кирг. тебетей, түбөтөй, суусар тумак, тат. түбәтәй, баш. түбәтәй) — мужские и женские головные уборы  тюркских народов Поволжья, Урала, Средней Азии, Кавказа, Крыма, Западной Сибири.
В русском языке под словом «тюбетейка», которое произошло от тюркского слова «тюбетей», обычно понимают маленькую шапочку без полей. В Кыргызстане под словом тебетей понимают отороченную красивым мехом зимнюю шапку. Её носят мужчины и незамужние девушки. А лёгкие шапочки без полей называются топу (кирг. топу, узб. doʻppi / дўппи, уйг. دوپپا / доппа‎, тадж. тӯппӣ (северный диалект), тоқӣ (южный диалект)).
Существуют тюбетейки как цилиндро-конического покроя, так и четырёхклинные. Тюбетейки конической формы у казахов, чуваш,  называются такыя, тахья. Традиционно тюбетейки носили как в городах, так и в сельской местности в Центральной Азии (территория современных Казахстана, Таджикистана, Туркменистана, Узбекистана и Синьцзян-Уйгурского автономного района Китая), в Поволжье и Предуралье (Башкирии и Татарстане), а также в Крыму. 
Большой популярностью тюбетейка пользовалась в 1930-х, 1940-х и в 1950-е годы в СССР, когда её носили многие, особенно дети, независимо от национальной принадлежности, по возвращении из эвакуации из среднеазиатских республик.

## Изготовление и ношение
Тюбетейку делают из нескольких слоёв ткани, прошитых шёлковыми или хлопковыми нитями. Используют шаблон. На готовом головном уборе прошивают узоры. Мастера, делавшие тюбетейки, всегда ценились. Это были обычно женщины.
Тюбетейки могут носить мужчины, женщины (в некоторых культурах только молодые) и дети. Обычно они украшены узорами — вышивкой, шитьём, бисером. Если мужские тюбетейки в основном двухцветные — преимущественно белый или светлый орнамент на тёмном (чёрном) фоне, то женские могут быть разноцветными.
Их носили круглый год — летом только тюбетейку, а зимой на покрытую тюбетейкой голову надевали тёплый зимний головной убор.

## Разнообразие, история и современность
Тюбетейки богаты разнообразием форм — они могут быть квадратными или круглыми, островерхими или плоскими. Различными были и материалы — шёлк, бархат, сатин, сукно и даже ситец. Географически тюбетейки также очень отличаются. Так, самой распространённой узбекской и таджикской тюбетейкой была четырёхгранная, суживающаяся кверху. Частыми мотивами у узбеков и таджиков были цветочный или миндалевидный, так называемый бодом — миндальный орех с изогнутым усиком, повторяющийся на четырех клиньях тюбетейки; женские тюбетейки имеют яркую раскраску и растительный орнамент. У казахов и иногда y равнинных киргизов, наоборот, популярны скотоводческие элементы, например, бараньи рога. Молодые туркменки носили тахью с серебряными подвесками. Мужские тюбетейки всегда скромнее женскиx. Отдельные щедро расшитые ценными материалами тюбетейки являются настоящими произведениями народного декоративно-прикладного искусства.
В древности тюбетейка играла роль оберега. Считали, что головной убор способен уберечь своего хозяина от недоброго взгляда и даже действия злых сил. К тюбетейке относились с вниманием, старую запрещалось выбрасывать или отдавать другим .
Наиболее популярными тюбетейки были и остаются у узбеков, таджиков, туркмен, уйгуров, частично у киргизов и казахов, а также у татар, башкир.

## Галерея

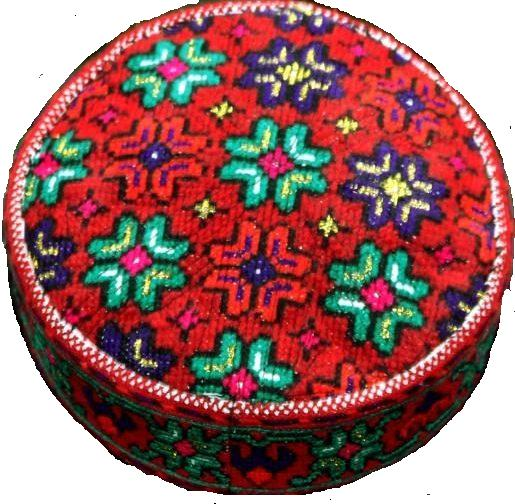
Ваханская тюбетейка
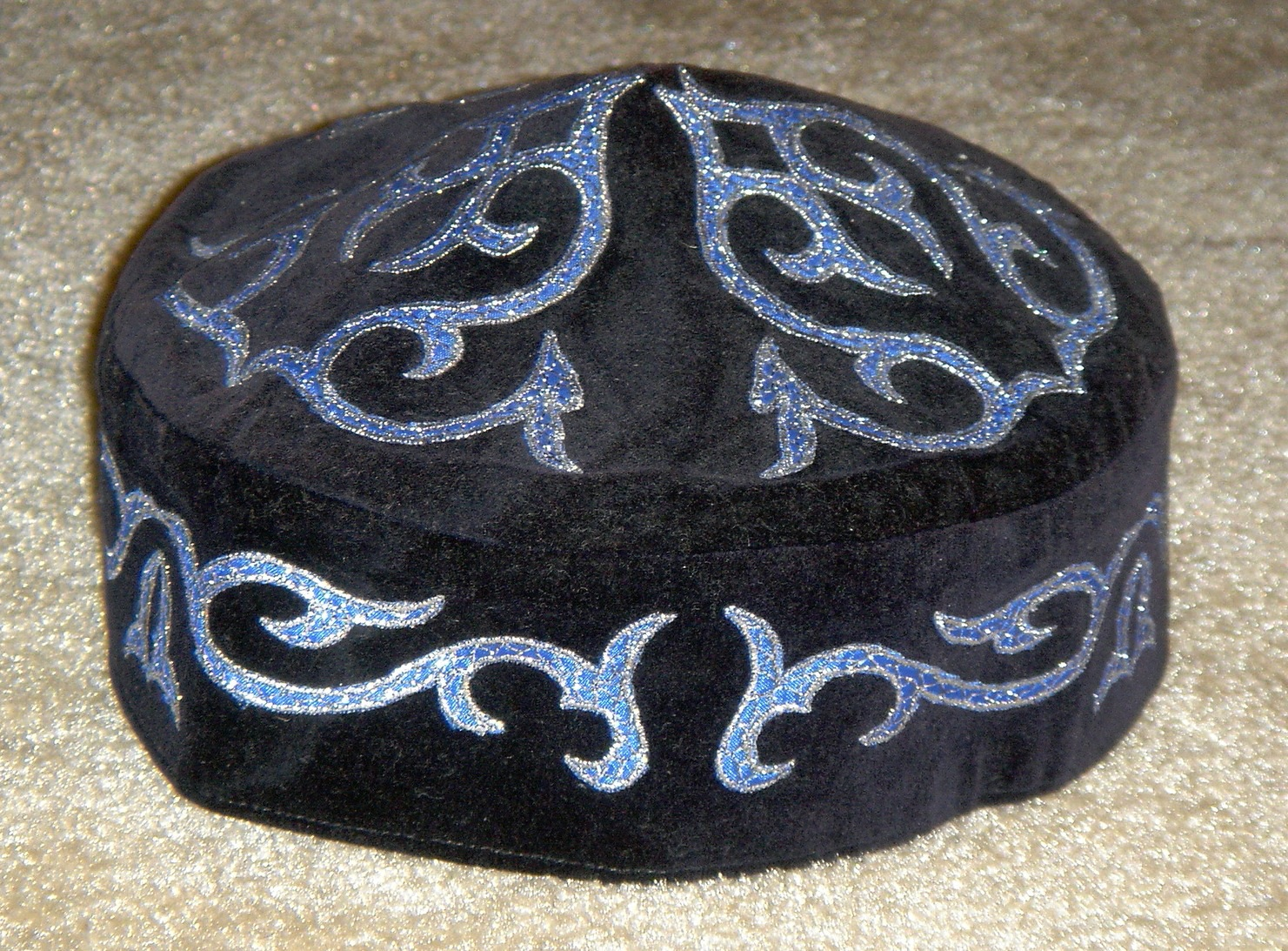
Казахская тюбетейка «такыя»
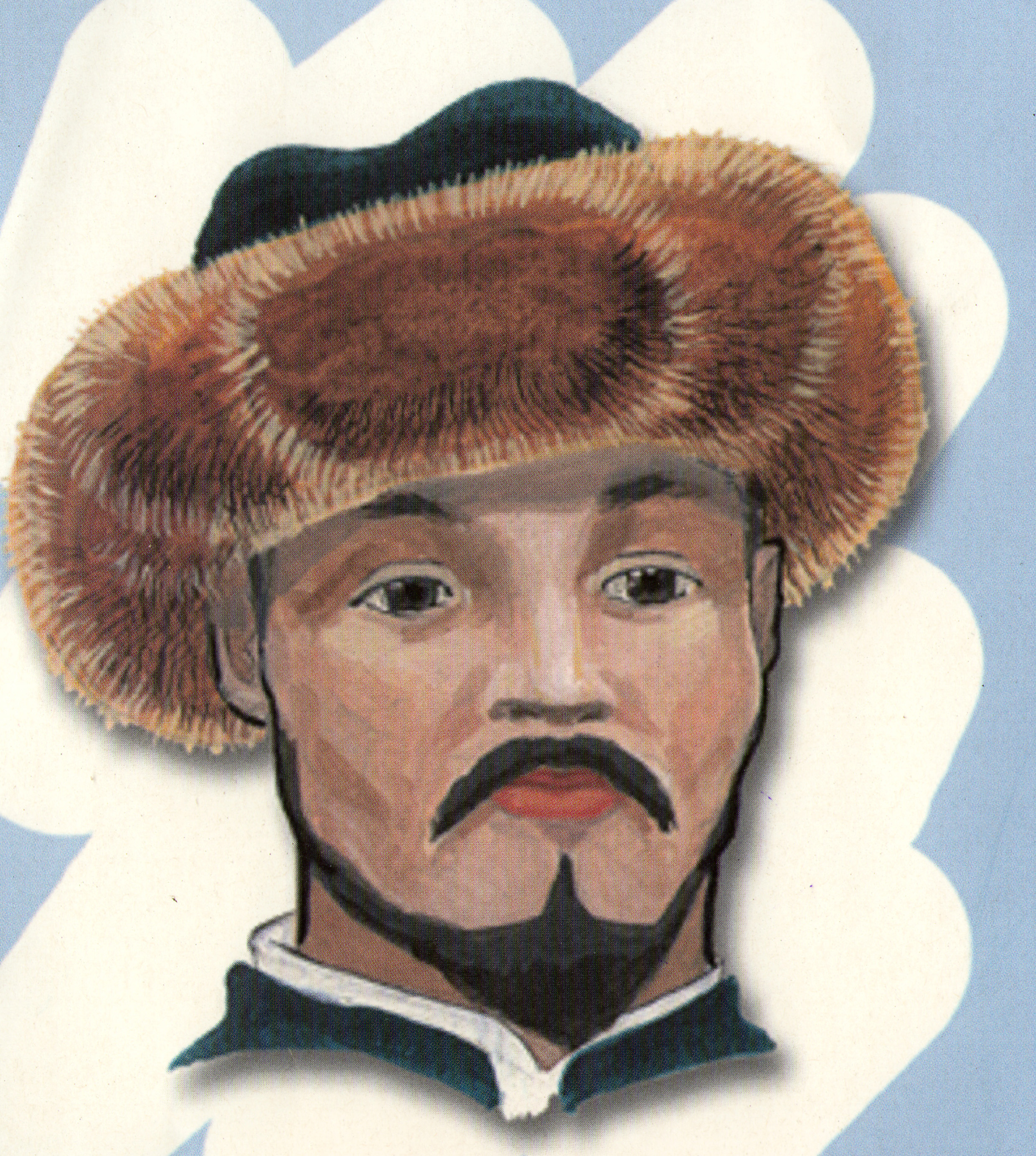
Киргизский зимний меховой головной убор «тебетей»
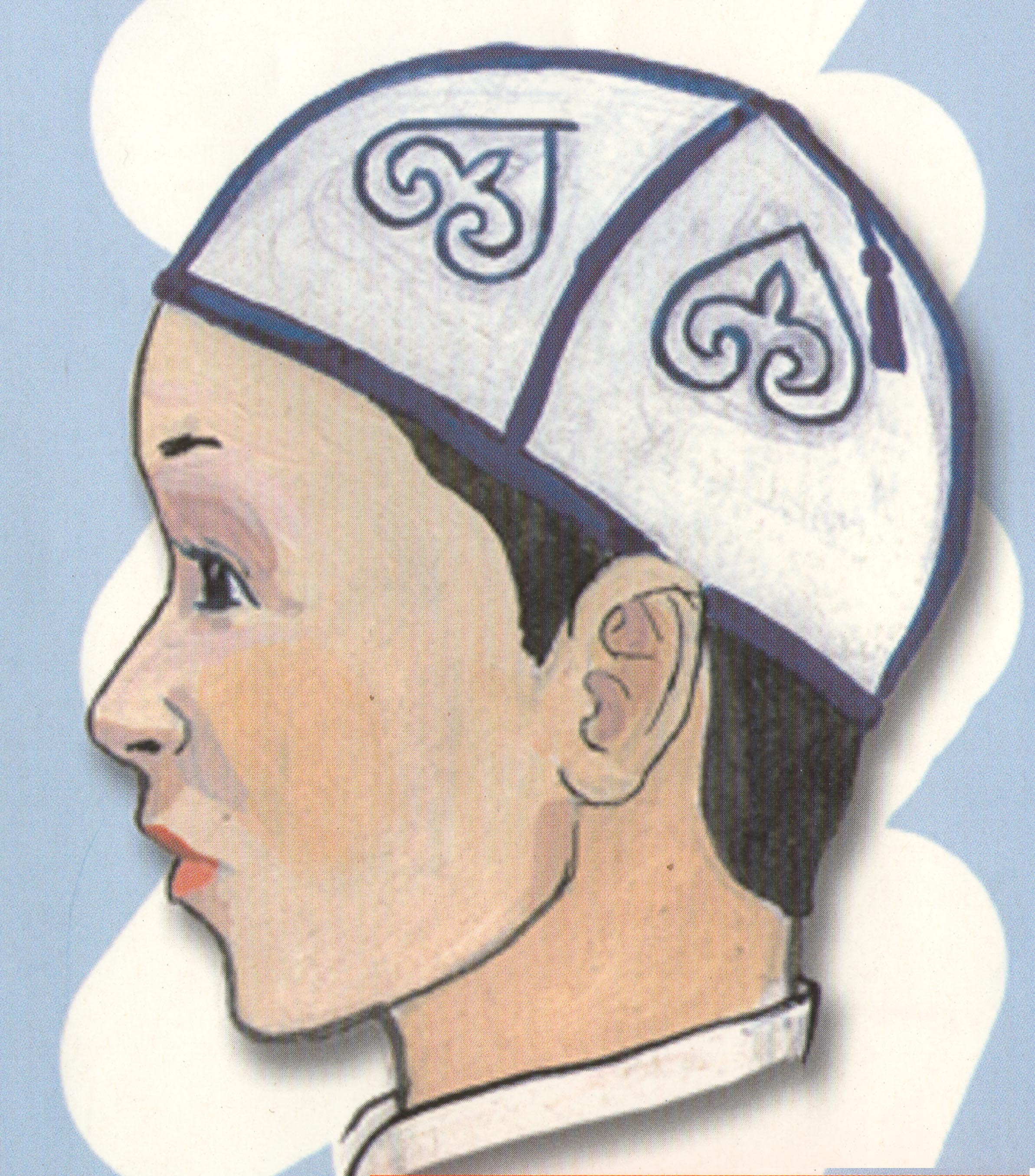
Киргизская мужская войлочная шапочка «топу»
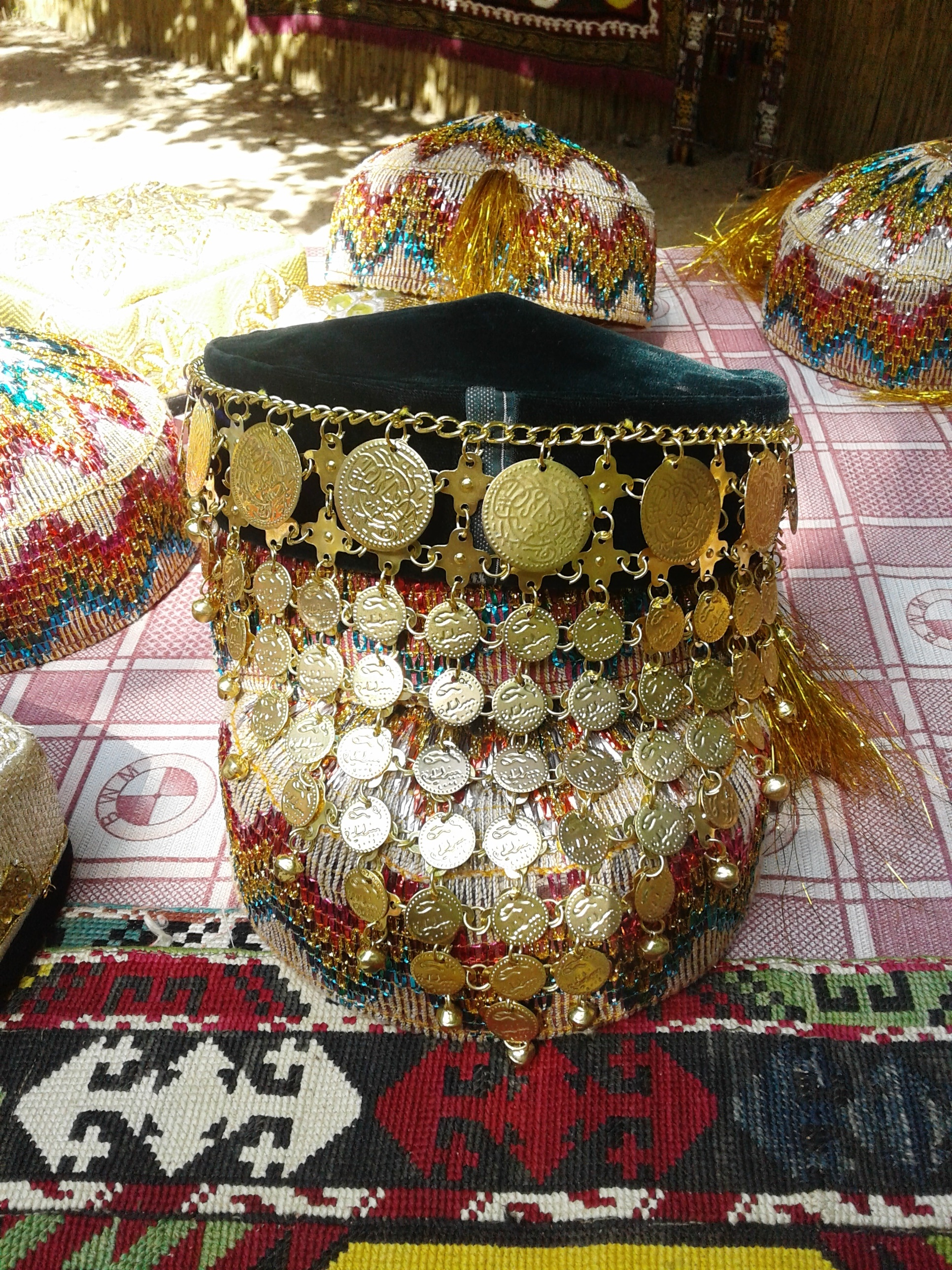
Таджикская тюбетейка с украшениями
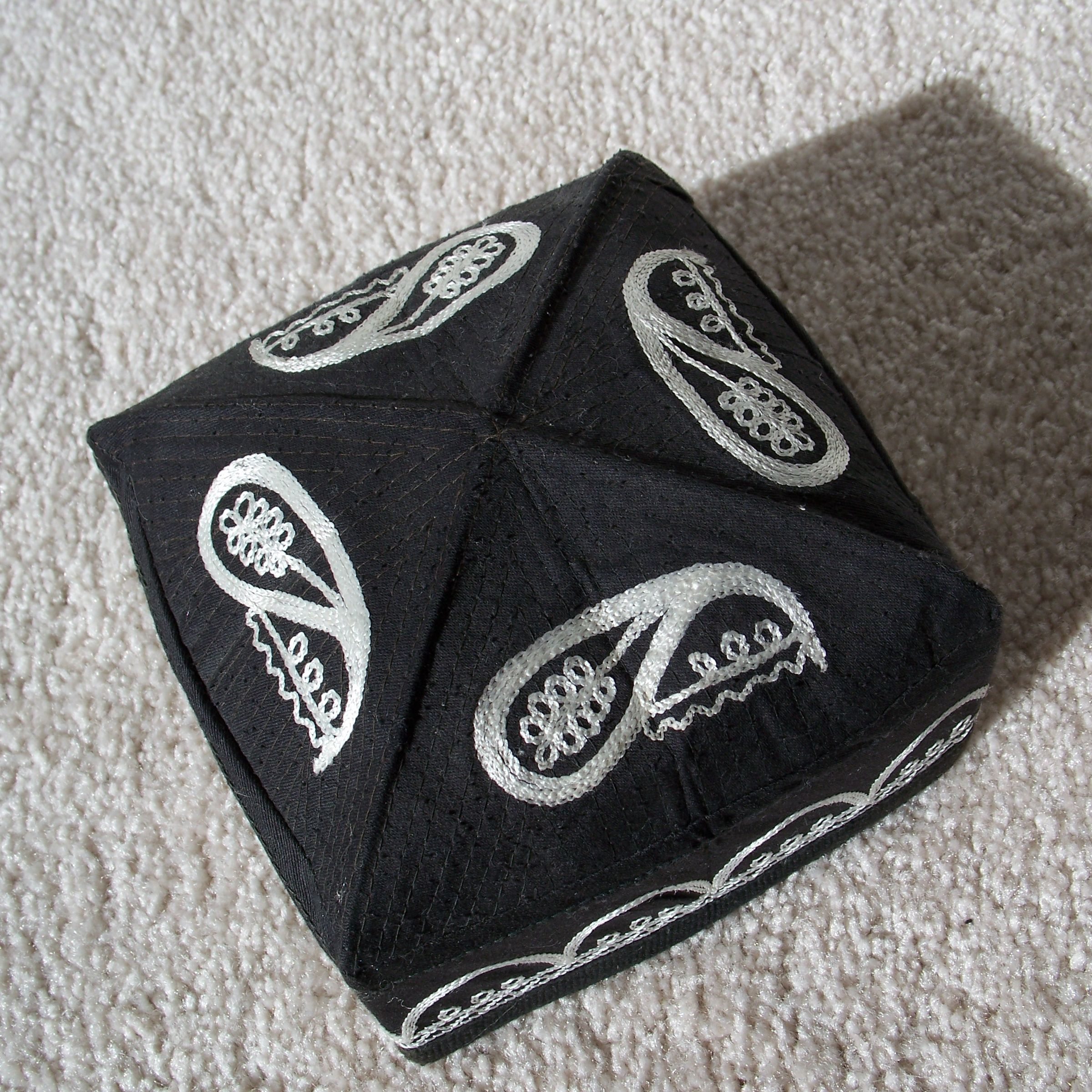
Таджикская и узбекская «дўппи», уйгурская доппа
Максим Горький в тюбетейке, 1934 год
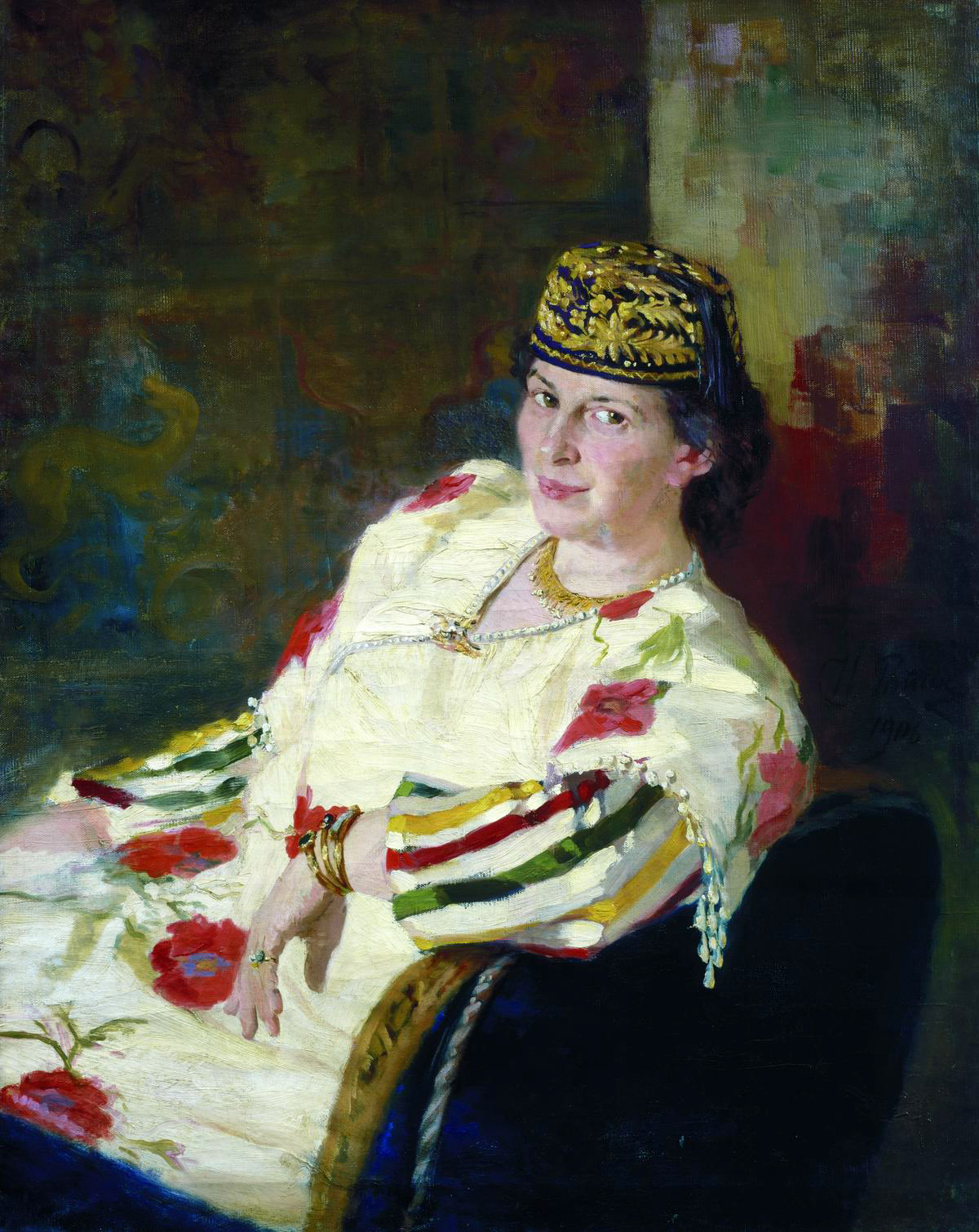
Репин И. Е. Портрет меценатки графини Мары Константиновны Олив
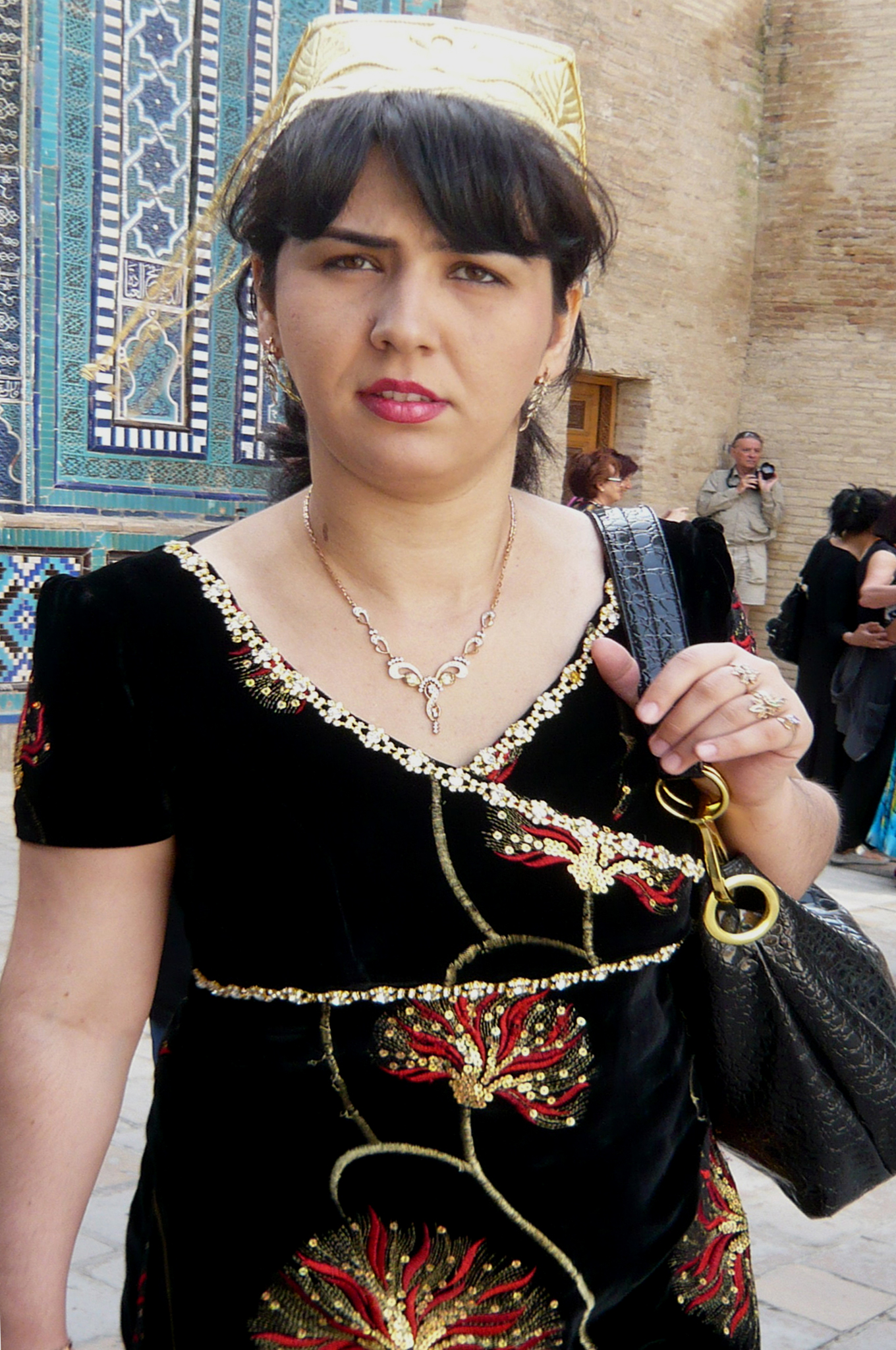
Самаркандка в дуппи
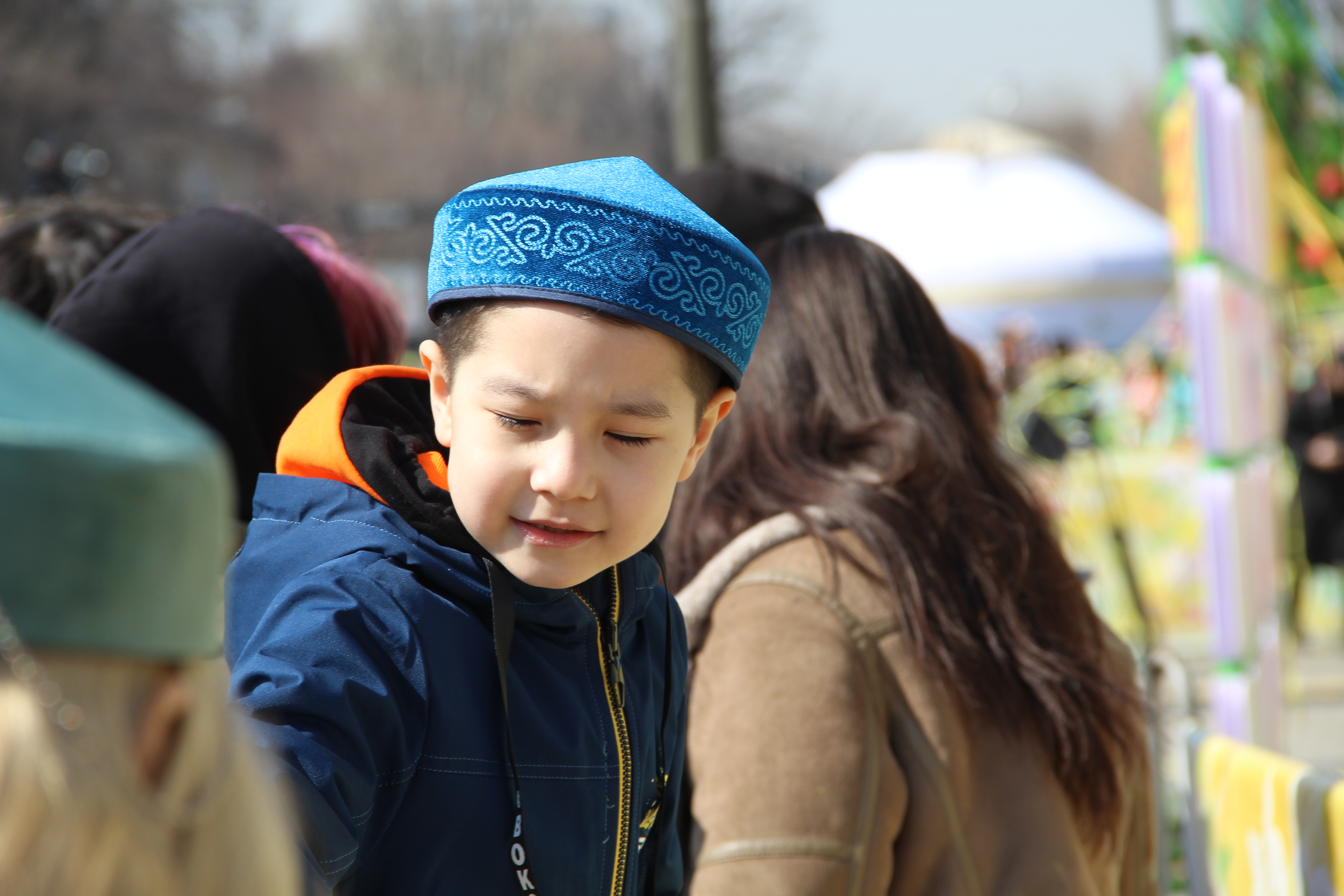
Казахский мальчик в тюбетейке